# Bank (sporty ekstremalne)
Bank – konstrukcja używana podczas uprawiania sportów ekstremalnych takich jak np. jazda na deskorolce czy BMX. Jest to płaska powierzchnia nachylona do podłoża często pod dużym kątem. Bywa zintegrowana z rurką czy murkiem, na którym można wykonać ślizg. Bank używany jest jako miejsce do wykonywania trików – po wytraceniu prędkości podczas wjazdu skater wykonuje trik (niemalże w miejscu), a następnie zjeżdża, a także do rozpędzania się, gdy istnieje możliwość wejścia na bank od strony innej niż pochylnia. Z banku można również wyskoczyć, jednak po rozpędzeniu się z innej rampy.